# 外国の領事官に交付する認可状の認証に関する法律
外国の領事官に交付する認可状の認証に関する法律（がいこくのりょうじかんにこうふするにんかじょうのにんしょうにかんするほうりつ、昭和27年6月12日法律第182号）は、日本国政府が同国に派遣された外国の領事官に交付する認可状を、天皇が認証することに関する日本の法律である。
本法は、第13回国会で成立し、1952年（昭和27年）6月12日に公布され、同日施行された。

## 沿革

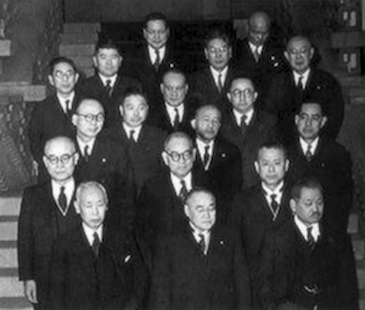
第3次吉田第3次改造内閣（本法制定時の内閣）、本法制定に関わる吉田茂、岡田勝男が写る

本項では、本法の制定背景から、制定に係る日本の行政及び立法機関での過程及び制定後の状況について記載する。

### 背景
国際慣例上、接受国内で領事官としての地位を獲得するためには、派遣国の政府又は元首の委任状を当該領事官から接受国政府に提出させ、接受国政府から当該領事官に対する認可状又は証認状が付与されなければならない。特に派遣国の元首の委任状の場合は、接受国も同様の待遇を以て認可状を付与することが求められている。大日本帝国憲法下の日本では、派遣国の元首からの委任状に対して、外務大臣が立案し、内閣総理大臣から天皇に上奏し、領事の職権を承認する旨の認可状を裁可し、領事に下付することとなっていた。
第二次世界大戦により、戦後間もない日本は、連合国その他の諸国が設置した領事館の多くは閉鎖された状態であった。1952年を迎えた日本は、日本国との平和条約の発効により、第二次世界大戦後の国際社会に復帰する一歩を踏み出しており、既に24国との間で外交関係を回復させ、諸外国と外交使節団の交換を行ってきた。外交使節団である大使及び公使については、国際慣例に基づき、元首の信任状の認証を日本国憲法における天皇の国事行為として憲法第7条第5号に規定していたが、国際法の認める範囲内で派遣国及びその国民の利益を保護することを任務とする領事官に対して、上記国際慣例上求められる認可状の付与のためには、同条第8号の規定に該当する新たな規定を法律に設ける必要があった。

### 制定過程
こうした背景を踏まえ、外務大臣の岡崎勝男は1952年5月10日に内閣総理大臣の吉田茂に本法案の閣議請議を行った。同日開催された閣議の議題となった本案は、閣議決定の上、同日、国会に提出された。
閣法第224号として第13回国会に提出された本案は、5月10日に衆議院外務委員会に付託され、5月14日に開催された同委員会で議案の趣旨説明が行われた。5月21日及び5月28日には、国際植物防疫条約の締結について承認を求めるの件、千九百二十三年十一月三日にジユネーヴで署名された税関手続の簡易化に関する国際条約及び署名議定書の締結について承認を求めるの件、国際復興開発銀行協定への加入について承認を求めるの件、国際通貨基金協定への加入について承認を求めるの件の4件と一括議題として質疑が行われた。5月30日には、自由党の北沢直吉、改進党の並木芳雄、日本社会党の戸叶里子、日本共産党の林百郎からそれぞれ討論の通告があり、各々から党を代表した意見が表明された。自由党・改進党・社会党はそれぞれ賛成の立場を表したのに対して、共産党からは反対の立場で討論が行われた。日本共産党からは、反対の理由として、中華人民共和国やソビエト社会主義共和国連邦を除外して、中華民国・大韓民国・西ドイツのいわゆる西側諸国と外交関係を結ぶ吉田の外交政策に反対する立場であることを述べた上で、本案が、日本国憲法において制限されている天皇の権限を拡張するものであり、もって天皇の権威を強化する意図があるものであるとともに、国会の承認もなく認証が行われることは、国会の権限を狭めるものであり、各党が賛成することに疑義があると訴えた。特に第二次世界大戦の最高責任者である天皇が戦争責任を問われないのみならず、再び地位を強化し、外国の支配勢力の片棒を担ぎながら戦争政策を支持する方向に動くと表明した。特に労働階級政党である日本社会党が賛成することに対して批判した。討論の終局後、同委員会での採決がなされ、日本国と諸外国との領事関係の再開に伴う必要かつ妥当な措置であることから、起立多数により、可決すべきものとして原案通り議決された。
5月31日の衆議院本会議に付された本案は、外務委員長の仲内憲治から外務委員会における審議の経過及び結果について報告がなされた後に採決がなされ、起立者多数によって委員長報告の通り可決された。
5月10日に予備審査のため参議院外務委員会に付託された本案は、5月16日に開催された同委員会で議案の趣旨説明が行われた。衆議院本会議可決後の6月3日には本案の質疑が、6月6日には本案の討論が行われたが、発言はなく、討論の終局とともに採決がなされ、外国の領事官に交付する認可状の形式を整え得るものであり、別に追加費用を要せず、必要かつ妥当なものであることから、賛成者挙手により、可決すべきものとして全会一致で原案通り議決された。
6月6日の参議院本会議に付された本案は、外務委員長の有馬英二から外務委員会における審議の経過及び結果について報告がなされた後に採決がなされ、総員起立によって委員長報告の通り全会一致で可決された。両議院の可決により、本案は、法律として成立することとなった。
6月6日に衆議院議長の林譲治から国会を代表して公布を奏上する旨の文書を内閣に発出された本法は、6月10日の閣議において奏上のとおり奏請することが決定され、6月11日に奏上された。6月12日には、昭和天皇の親署、御璽の捺印、内閣総理大臣の吉田茂の連署・副署、外務大臣の岡崎勝男の署名を終え、同日、官報によって公布された。同法附則の規定により、公布された同日に本法は施行された。

### 制定後

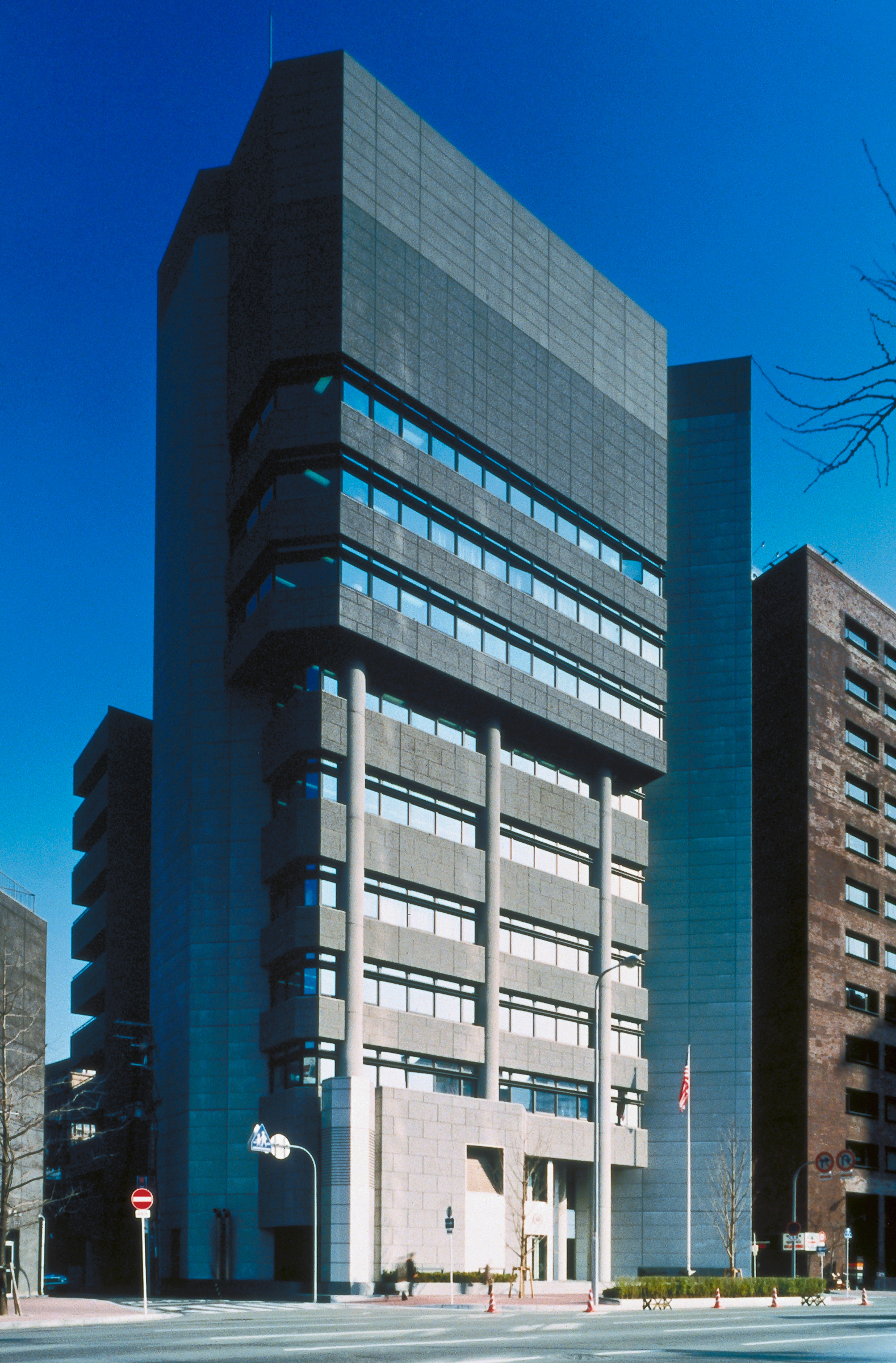
駐大阪・神戸米国総領事館（日本国内の領事館の例）、第二次大戦中閉鎖されたが1953年に再開

本法施行後は、本法及び外務省設置法の規定に基づき、外務省において、認可状の交付事務が行われている。本法に規定する認証は国事行為であるため、外務大臣から内閣総理大臣へ閣議請議を行い、内閣の閣議決定の上で実施されている。本法の規定に基づき最初に認可状の交付がなされたのは、1952年6月24日であり、その際には、東京駐在アメリカ合衆国総領事ジェイムス・ビー・ピルチャー、横浜駐在フランス国領事エドワール・ユット、同スウェーデン国名誉領事ニールス・カリン、同パナマ国総領事ベルナルド・ヴェルガーラ、同ペルー国総領事ペドロ・パウレツ・ウイルケツ、神戸駐在アメリカ合衆国総領事ラルフ・ジェー・ブレイク、同フランス国総領事セルジュ・ルボック、福岡駐在アメリカ合衆国領事ジョセフ・オー・ザヘレン・ジュニア、札幌駐在アメリカ合衆国領事ディヴィッド・エル・オスボーンがそれぞれ天皇の認証の上、認可状が交付された。なお、認可状には、大日本帝国憲法下では国璽を捺印することとしていたが、日本国憲法下では御璽を捺印することに変更された。
1983年（昭和58年）11月2日に発効した領事関係に関するウィーン条約では、これまで国際慣例であった領事官に対する認可状の付与について一部明文化されることとなった。このため、本法は同条約を履行するための性質も帯びる形となった。なお、本法は、施行以降現在まで改正等の措置は行われていない。

## 解説

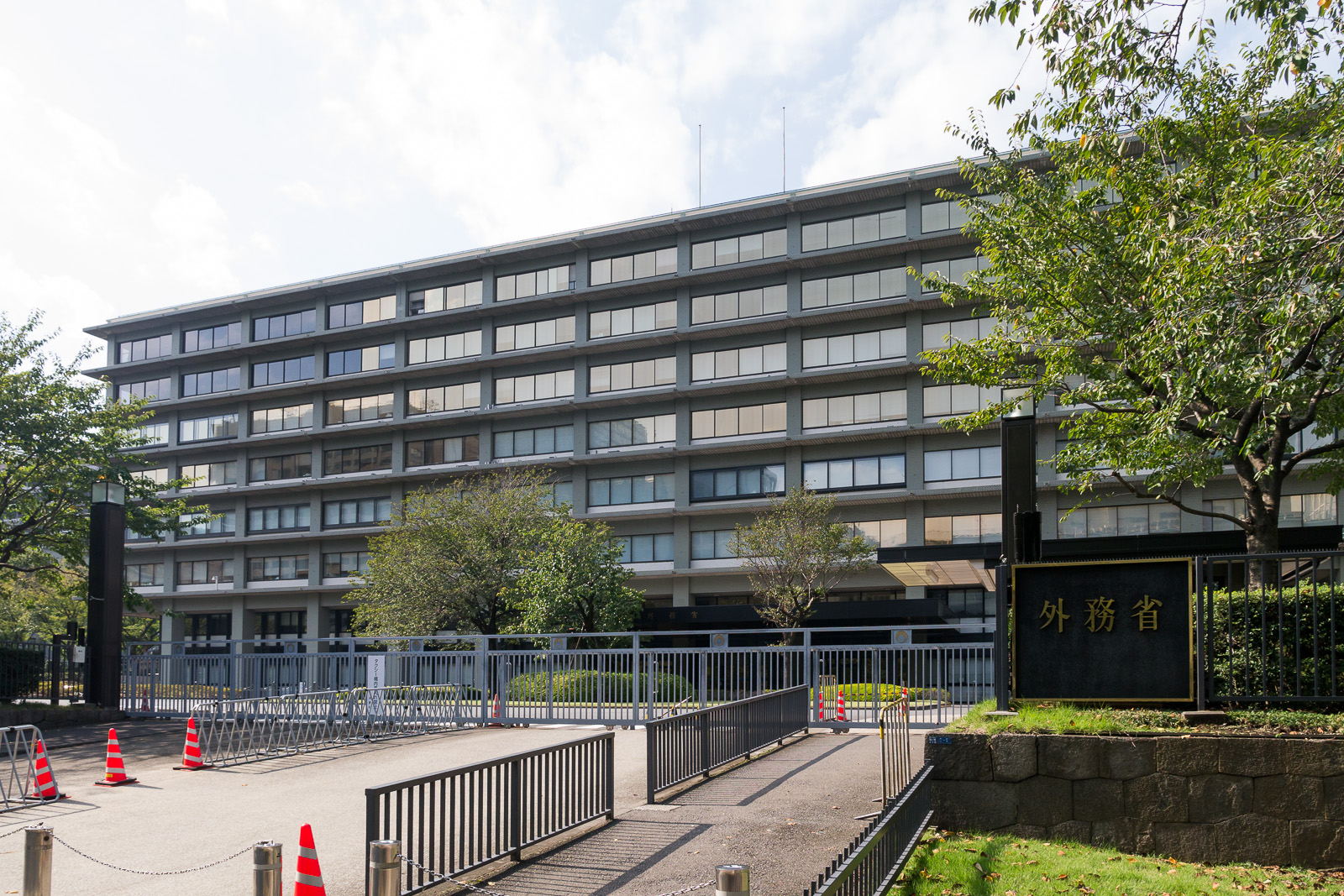
外務省庁舎（本法所管省）

本法は、題名、本則及び附則が各一文で構成されている。本法の作成・執行所管は、外務省が担当している。他の法律を引用しておらず、また他の法律からも引用されていない。以下、これらの逐条的な解説とともに、新規立法とする理由を解説する。
題名は、本法を表すための名称であり、本法に固有のものであることからくる呼びやすさ（簡潔性）と、その題名から内容を一応推察させ、あるいは少なくとも内容を誤解させず、他法との紛れも生じせないようにすること（正確性）が求められる。本法については、外国の領事館に交付する認可状の認証を規定していること、新規に制定されたものであり他法の改正等の措置は行われないこと、及び法律であることの3点から、これらを簡潔かつ正確にに表すため、「外国の領事官に交付する認可状の認証に関する法律」と定めている。
本則は、本法の法律事項を規定した条文である。即ち、本則では、外国政府から日本国に派遣された領事官に対して、日本国政府が交付する認可状を天皇が認証を行うことを規定している。この認証は、日本国憲法第7条第8号で定める「法律の定めるその他の外交文書を認証すること」に該当するものであり、天皇の国事行為の一つとされる。この規定に基づき認証する認可状は、外国の元首の名において下付された委任状を提出した領事官に対してのみである。たとえば、政府の名で出されたものは、所管する外務大臣限りで行うこととしている。また、天皇が行う認証は一定の行為が正規の手続で成立したことを公に証明する行為のことであり、あくまで慣例・儀礼的な行為にとどまることから、これにより法的効果に影響を及ぼすものではないとされるのが政府見解・多数説である。
附則は、本法の施行時期を規定した条文である。一般的に法律の附則には、施行時期の規定、既存の他の法律の改廃規定、施行に伴う経過措置の規定、有効期限の規定が規定されることとされている。本法については、国際慣例を履行するための法整備であることからも迅速な施行が求められ、また周知期間を求める特別な事情がないことから、公布の日に施行することを規定している。その他、本法の施行により他の法律を改廃するべき規定はなく、本法により新たに領事の認証を行うことから、経過措置を講ずべき事案もなく、有効期限を設ける性質もないため、施行時期に関する規定以外は設けられてない。

一般に新たな法律事項を法律に規定するにあたっては、その定めようとする法律事項が現行の他の法律の趣旨及び目的と一致し、又は近似する場合は当該他の法律の一部を改正して対応することとし、それ以外の場合は新規で立法することが許容される。本法の定める天皇の認証については外務公務員法に日本国の外務公務員に対する委任状等の認証を定めており、本法の法律事項と近似するとも考えられるが、外務公務員法はあくまで日本の外務公務員に関する諸事項を定める法律であり、外国の領事官を対象とする本法の定める法律事項の趣旨及び目的とは近似するものではないと判断されている。また、本法の法律事項に係る所掌事務を定める外務省設置法が趣旨及び目的に近似するように考えられるが、内閣に置かれる省の設置法については、行政組織に関する事項を定めることを趣旨及び目的とするものであり、行政作用に関する事項は別の法律に定めることが一般的であることから、同様に法律事項の趣旨及び目的とは近似するものではないと判断されている。これらの判断に加えて、本法の定めようとする法律事項は日本国憲法第7条第8号をその法源とすること、日本国憲法の別の規定を法源とする日本国憲法第7条第5号を法源の一つとする外務公務員法の認証規定や日本国憲法第66条第1項を法源の一つとする外務省設置法の組織とは異なることから、その法源を明確にする目的を踏まえて、新規の立法が許容されているものと考えられる。